# Miran Kabe
Miran Kabe (加部 未蘭 Kabe Miran?), född 17 juni 1992 i Tokyo prefektur, är en japansk före detta fotbollsspelare.
Kabe började sin karriär 2011 i Ventforet Kofu. 2012 flyttade han till Giravanz Kitakyushu. Han avslutade karriären 2012.